# Авасвас (язык)
Авасвас (Awaswas, Santa Cruz) — мёртвый язык костаноанской ветви утийской семьи, на котором раньше говорило одноимённое племя, проживавшее в деревнях Агтисрн, Апил, Аулинтак, Ачилла, Аэстака, Валланми, Йеунаба, Йеуната, Йеунатор, Кут, Лукобо, Лучасми, Маллин, Нохиоалли, Онби, Осакалис (Сукел), Очойос, Паянмин, Сагин, Сачуэн, Сио-Котчмин, Теджи, Томой, Турами, Уталлиам, Хаузаурни, Хоттрочтак, Хуалкилме, Хуачи, Хуоком, Чалумю, Чанеч, Чикутаэ, Чороми, Шиугуэрми и Шореми в горной местности около города Санта-Круз штата Калифорния в США.